# Le Ferriere
Le Ferriere è una frazione del comune di Latina nell'omonima provincia.
La località chiamata "Le Ferriere" sorge nei pressi di Satricum, un'importante città volsca e romana situata presso il fiume Astura.
Era sede di un importante santuario dedicato alla Mater Matuta, che rimase frequentato anche dopo la distruzione della città, almeno fino al II secolo a.C. Il santuario era sede inizialmente di un culto praticato all'aperto, sull'acropoli cittadina. Nel VI secolo a.C. venne eretto un primo tempio, sostituito da un secondo edificio di maggiore ampiezza nel V secolo a.C., che continuò ad essere restaurato nei secoli successivi e del quale restano importanti resti.
Il sito è stato oggetto di scavi che hanno interessato l'abitato antico, con il santuario della Mater Matuta, e la necropoli, riportando alla luce una grande quantità di oggetti, tra cui spiccano alcune stipi votive del santuario, e una nota epigrafe in latino arcaico (vedi: testi latini arcaici).
Alle Ferriere nell'estate del 2004 è stato ritrovato il più antico reperto enologico dell'Italia centrale: si tratta di uno skyphos in argilla depurata, datato alla metà del V secolo a.C. Il vaso faceva parte di una tomba volsca collocata lungo la strada che dal Tempio della Mater Matuta portava ad Antium.
Le attuali Ferriere sorsero già nel XVII secolo quando diventò un luogo di lavorazione del ferro estratto nella vicina cava di Conca (oggi Borgo Montello) da cui trassero il nome.
Nel 1902 vi fu uccisa Maria Goretti, di cui conserva il luogo del martirio.

## Storia
Partendo dall'analisi del nome di questo piccolo borgo "Le Ferriere", si chiama così perché intorno al 1116, data l'ottima posizione sulle sponde del fiume Astura, i monaci di Grottaferrata tentarono lì l'estrazione del ferro grezzo e fondarono la ferriera per la lavorazione dello stesso sfruttando la potenza idrica del fiume. Fino al 1564 la ferriera rimase sotto il controllo monastico, successivamente dopo l'affidamento (nello stesso anno) di tutti i beni del territorio alla Camera Apostolica il territorio passò sotto l'egemonia papale e nel 1588 papa Sisto V rinnovò con mezzi moderni ed efficienti la ferriera, la quale cominciò a lavorare a pieno ritmo divenendo la più importante del Lazio. Anche se durante il 1700, date le numerose guerre, era complicato rifornirsi di ferro grezzo proveniente dall'isola d'Elba la ferriera continuò la sua attività, infatti il ferro grezzo veniva trasportato con grandi navi dai commercianti genovesi, in cambio di legname, pellami e cereali di cui era ricco il posto, sino ai pressi di Foce Verde (chiamato poi per lungo tempo Passo Genovese) dove veniva scaricato e trasportato con i bufali lungo gli argini dell'Astura fino alla ferriera. Il lungo trattato di commercio tra i residenti e i genovesi durò circa dal 1170 fino al 1865. Tra il 1740 e il 1744 il Vanvitelli ordinò alla fonderia cinque enormi cerchioni di ferro per poter restaurare la cupola di San Pietro (per questa lavorazione furono adoperate circa quaranta tonnellate di ferro). Nel 1779 operavano tre fonderie quelle di "Fondo", di "Mezzo" e di "Cima". La ferriera funzionò fino al 1865 quando venne decretata la chiusura dello stabilimento.
Successivamente sulle "ceneri" dello stabilimento metallurgico, dopo che il borgo fu prima acquisito dal conte Achille Mazzoleni nel 1874, poi passato a don Leone Caetani e altri nel 1919 e infine essendo acquistato interamente dal sig. Gustavo Dominici, sorse la Cartiera che iniziò a funzionare nel 1910 utilizzando le acque del fiume Astura che arrivava ai macchinari tramite dighe, canali e gallerie già esistenti. La sua apertura è consolidata da un documento redatto da cappellani passionisti in cui si afferma che: "buoni industriali hanno quasi condotto a termine i grandi lavori per l'impianto di una cartiera che attiverà sul posto gran numero di operai". Tra il 1911 e il 1937 si passò da 600 persone stabili a 200 poiché lo stabilimento ridusse molto la sua attività. Successivamente dal secondo dopoguerra nel 1945 fino al 1978 (anno della chiusura dell'impianto) lavoravano nella cartiera circa 270 operai tutti residenti nel borgo